# Aly Wagner
Pour les articles homonymes, voir Wagner.
Alyson Kay Wagner dite Aly Wagner, née le 10 août 1980 à San José, est une ancienne joueuse américaine de soccer ayant évolué au poste de milieu de terrain.

## Biographie
Elle est internationale américaine à 131 reprises de 1998 à 2008. Elle est sacrée championne olympique en 2004 et en 2008, et fait partie du groupe américain terminant troisième de la Coupe du monde en 2003 et en 2007.